# Michel Tournier
Michel Tournier, född 19 december 1924 i Paris, död 18 januari 2016 i Choisel i Yvelines, var en fransk författare.
Tourniers verk är högt ansedda och har vunnit viktiga priser såsom Grand Prix du roman de l'Académie française 1967 för Vendredi ou les limbes du Pacifique och Goncourtpriset för Le Roi des aulnes 1970. Hans verk behandlar det fantastiska, han hämtade sin inspiration från traditionell tysk kultur, katolicismen och Gaston Bachelards filosofi. Han bodde till sin död i Choisel och var medlem av Académie Goncourt.

## Biografi
Tournier föddes i Paris. Hans föräldrar träffades i Sorbonne där de studerade tyska, han tillbringade sin ungdom i Saint-Germain-en-Laye. Han lärde sig tidigt tyska. Han bodde varje sommar i Tyskland. Hans utbildning var djupt förankrad i den tyska kulturen, musik och katolicism. Senare upptäckte han Gaston Bachelard.
Han studerade filosofi vid Sorbonne och 1946-1949 vid Tübingens universitet där han deltog vid Maurice de Gandillacs föreläsningar. Han tänkte sig en framtid som lärare i filosofi men, precis som sin far, misslyckades han med att uppnå den franska agrégationen (sluttentamen).
Han arbetade vid Radio France som journalist och översättare och var programledare för L'heure de la culture française. Han samarbetade också med Le Monde och Le Figaro.
Mellan åren 1958 till 1968 var han chefredaktör för Plon.
1967 gav han ut sin första bok, Vendredi ou les Limbes du Pacifique, (Fredag eller den andra ön, 1973) där han återberättar Daniel Defoes Robinson Crusoe, men utökar berättelsen med ett filosofiskt djup och med Fredag som huvudperson och hjälte. Han tilldelades Grand Prix du roman de l'Académie française för boken. Hans nästkommande roman Le roi des aulnes, 1970 (Älvakungen, 1971) tilldelades Goncourtpriset och handlar om en pedofil som hamnar i ett tyskt fångläger där barn börjar försvinna nattetid.